# كالوس السفلي (سررود الجنوبي)
کالوس السفلی (بالفارسية: کالوس سفلی) هي قرية تقع في إيران في قسم سررود الجنوبي الريفي. يقدر عدد سكانها بـ 193 نسمة بحسب إحصاء 2016.